# Iáia ibne Salama Alcalbi
Iáia ibne Salama Alcalbi (em árabe: يحيى بن سلامة الكلبي; romaniz.: Yahya ibn Salama al-Kalbi) foi uale do Alandalus de 725 a 728. Denunciou as políticas injustas de Ambaçá, especialmente no que diz respeito à cobrança de impostos e ao confisco de propriedades. Por conta disso, o novo governador processou árabes e berberes acusados de saque e aquisição ilícita de bens de cristãos, reverteu as alíquotas de impostos para os níveis existentes em 722 e procedeu à restituição da propriedade confiscada ilegalmente. Foi substituído como uale pelo novo governador da Ifríquia, que por sua vez impôs como governador um membro da tribo árabe rival à de Iáia (calbitas), os caicitas.